# Melanophryniscus
Melanophryniscus is een geslacht van kikkers uit de familie padden (Bufonidae).
De groep werd voor het eerst wetenschappelijk beschreven door José María Alfonso Félix Gallardo in 1961. Er zijn 29 soorten, inclusief de pas in 2015 wetenschappelijk beschreven soorten Melanophryniscus biancae, Melanophryniscus milanoi en Melanophryniscus xanthostomus.
Alle soorten komen voor in delen van noordelijk Zuid-Amerika en leven in de landen Argentinië, Bolivia, Brazilië, Paraguay en Uruguay.

## Soorten
Geslacht Melanophryniscus
- Soort Melanophryniscus admirabilis
- Soort Melanophryniscus alipioi
- Soort Melanophryniscus atroluteus
- Soort Melanophryniscus biancae
- Soort Melanophryniscus cambaraensis
- Soort Melanophryniscus cupreuscapularis
- Soort Melanophryniscus devincenzii
- Soort Melanophryniscus dorsalis
- Soort Melanophryniscus estebani
- Soort Melanophryniscus fulvoguttatus
- Soort Melanophryniscus klappenbachi
- Soort Melanophryniscus krauczuki
- Soort Melanophryniscus langonei
- Soort Melanophryniscus macrogranulosus
- Soort Melanophryniscus milanoi
- Soort Melanophryniscus montevidensis
- Soort Melanophryniscus moreirae
- Soort Melanophryniscus pachyrhynus
- Soort Melanophryniscus paraguayensis
- Soort Melanophryniscus peritus
- Soort Melanophryniscus rubriventris
- Soort Melanophryniscus sanmartini
- Soort Melanophryniscus setiba
- Soort Melanophryniscus simplex
- Soort Melanophryniscus spectabilis
- Soort Melanophryniscus stelzneri
- Soort Melanophryniscus tumifrons
- Soort Melanophryniscus vilavelhensis
- Soort Melanophryniscus xanthostomus

Adenomus · 
Altiphrynoides · 
Amazophrynella · 
Anaxyrus · 
Ansonia · 
Atelopus · 
Barbarophryne · 
Blythophryne · 
Bufo · 
Bufoides · 
Bufotes · 
Capensibufo · 
Churamiti · 
Dendrophryniscus · 
Didynamipus · 
Duttaphrynus · 
Epidalea · 
Frostius · 
Ghatophryne · 
Incilius · 
Ingerophrynus · 
Laurentophryne · 
Leptophryne · 
Melanophryniscus · 
Mertensophryne · 
Metaphryniscus · 
Nannophryne · 
Nectophryne · 
Nectophrynoides · 
Nimbaphrynoides · 
Oreophrynella · 
Osornophryne · 
Parapelophryne · 
Pedostibes · 
Pelophryne · 
Peltophryne · 
Phrynoidis · 
Poyntonophrynus · 
Pseudobufo · 
Rentapia · 
Rhaebo · 
Rhinella · 
Sabahphrynus · 
Schismaderma · 
Sclerophrys · 
Strauchbufo · 
Truebella · 
Vandijkophrynus · 
Werneria · 
Wolterstorffina · 
Xanthophryne